# Nadinidae
Famille
Genre
Nadina est un genre de l'embranchement des Acoela, le seul de la famille.

## Liste desespèces
Selon WRMS:
- Nadina evelinae (Marcus, 1952)
- Nadina pulchella Uljanin, 1870

## Référence
- Uljanin, 1870 : Die Turbellarien der Bucht von Sebastopol. Arbeiten der 2. Versammlung russischer Naturforscher zu Moskau 1869. Tom. 2. Abtheilung für Zoologie, Anatomie und Physiologie. Syezda Russ. Est., Syezda 2, vol. 2
- Dörjes, 1968 : Die Acoela (Turbellaria) der deutschen Nordseeküste und ein neues System der Ordnung. Zeitschrift für Zoologische Systematik und Evolutionsforschung 6 pp.56-452.